# 21818 Yurkanin
21818 Yurkanin (1999 TJ32) là một tiểu hành tinh vành đai chính được phát hiện ngày 4 tháng 10 năm 1999 bởi nhóm nghiên cứu tiểu hành tinh gần Trái Đất phòng thí nghiệm Lincoln ở Socorro.